# Pleiarina chevalieri
Pleiarina chevalieri là một loài thực vật có hoa trong họ Liễu. Loài này được (Seemen) N. Chao & G.T. Gong miêu tả khoa học đầu tiên năm 1998.